# Uraecha punctata
Uraecha punctata là một loài bọ cánh cứng trong họ Cerambycidae.